# Eucrostes rubridisca
Eucrostes rubridisca är en fjärilsart som beskrevs av W. Warren 1897. Eucrostes rubridisca ingår i släktet Eucrostes och familjen mätare. Inga underarter finns listade i Catalogue of Life.